# 絵入り年代記集成
絵入り年代記集成（イヴァン雷帝の絵入り年代記集成、ツァーリの書）（ロシア語: Лицевой летописный свод (Лицевой летописный свод Ивана Грозного, Царь-книга)）は、16世紀に編纂された、年代記を集成した書物（スヴォード / свод）である。
10巻構成であり、約1万枚のラグペーパー（ぼろ布から作られた紙）に、1万6千以上のミニアチュール（挿絵）が含まれている。本文は教会スラヴ語によって、天地創造から1567年までについて記述されている。ロシアの歴史学者B.クロス(ru)は、絵入り年代記集成を、中世ルーシの最も偉大な年代記作品と評している。

## 編纂
絵入り年代記集成は、おそらく1568年 - 1576年にかけて編纂されたものとみられている（1540年代に編纂開始とする説もある）。編纂はイヴァン雷帝の命によって始められ、アレクセイ・アダーシェフが参加して、アレクサンドロフスカヤ・スロボダ(ru)（編纂期にはイヴァン雷帝が所有したモスクワ郊外の離宮。現アレクサンドロフ市内。）で行われたとみられる。なおイヴァン雷帝の治世に関する記述には、1575年頃に修正が加えられている。
絵入り年代記集成はツァーリの大図書館に保管されていたが、16世紀端境期の動乱時代に分散して保管されるようになった。例えば第3巻は、1727年と1775年頃のモスクワ印刷所(ru)（ロシア最初の活版印刷所）の目録の中に含まれている。製本も17世紀中頃から、分散して所蔵された各所においてなされたものである。絵入り年代記集成の研究は、1768年のミハイル・シチェルバトフ(ru)の研究がその最初であるが、分散した各部分からは全体像が把握できず、それぞれが独立した年代記と考えられるようになっており、絵入り年代記集成の研究の遅れを生み出すことになった。

## 各巻の内容
全体としては聖書の述べる歴史、古代ローマ史、ビザンツ史、ルーシ史（キエフ・ルーシからモスクワ大公国の歴史）が、おおよそ時系列に沿って（巻をまたぐ収録年代の混乱、また欠損あり。）記述されている。ルーシ（キエフ・ルーシとその諸公国）やロシア（帝政ロシア）の年代記は、クロノグラフ(ru)あるいはクロニカ(ru)と呼ばれる、伝説、聖書、聖人伝、文学作品などを元に記述されたものと、レートピシと呼ばれる編年体の年代記があるが、絵入り年代記集成は1 - 3巻がクロノグラフ形式、4 - 10巻はレートピシ形式で編纂されている。 
2023年現在はモスクワ・ロシア国立歴史博物館に1、9、10巻、サンクトペテルブルク・ロシア科学アカデミー図書館(ru)に2、6、7巻、同じくサンクトペテルブルクのロシア国立図書館に3、4、5、8巻が所蔵されている。また、21世紀に入って絵入り年代記集成が初めてロシアで刊行された。刊行本はファクシミリ（複写）版40巻と、現ロシア語への翻字・解説をなす付属版11巻から成っている。2014年にはデジタル版の刊行準備が開始された。 
各巻には以下の内容が記述されている。なお、レートピシ形式の最初の部分（4巻の最初に位置づく年代。レートピシである『原初年代記』には記述が存在する）など、編年体年代記としては欠損部分があるが、これらの欠損部分はおそらく現存していないと研究者は推測している。また、各巻で年代が前後する部分は、分散・所蔵時の混乱によるものとみられる。
| 巻 | 巻名 （ロシア語表記）                            | 枚数 | 挿絵数 | 主な内容                                                                         |
| -- | ------------------------------------------------ | ---- | ------ | -------------------------------------------------------------------------------- |
| 1  | 博物館集成 （Музейский сборник）                 | 1031 | 1677   | 世界の創造からトロイア戦争までの聖書の語る歴史、古代ヘブライと古代ギリシアの歴史 |
| 2  | クロノグラフ集成 （Хронографический сборник）    | 1469 | 2549   | 紀元前11世紀から紀元70年までの古代オリエント、ヘレニズム世界、古代ローマの歴史   |
| 3  | 絵入りクロノグラフ （Лицевой хронограф）         | 1217 | 2191   | 70年代から337年までのローマ帝国、10世紀までのビザンツ帝国の歴史                  |
| 4  | ゴリーツィン本 （Голицынский том）               | 1035 | 1964   | 1114年 - 1247年、1425年 - 1472年までのルーシ史                                   |
| 5  | ラープチェフ本 （Лаптевский том）                | 1005 | 1951   | 1116年 - 1252年までのルーシ史                                                    |
| 6  | オステルマン第一本 （Остермановский первый том） | 802  | 1552   | 1254年 - 1378年までのルーシ史                                                    |
| 7  | オステルマン第二本 （Остермановский второй том） | 887  | 1581   | 1378年 - 1424年までのルーシ史                                                    |
| 8  | シュミーロフ本 （Шумиловский том）               | 986  | 1893   | 1425年、1478年 - 1533年までのルーシ史                                            |
| 9  | シノド（宗務院）本 （Синодальный том）           | 626  | 1125   | 1533年 - 1542年、1553年 - 1567年までのルーシ史                                   |
| 10 | ツァーリの書 （Царственная книга）               | 687  | 1291   | 1533年 - 1553年までのルーシ史                                                    |

### 各巻とミニアチュール

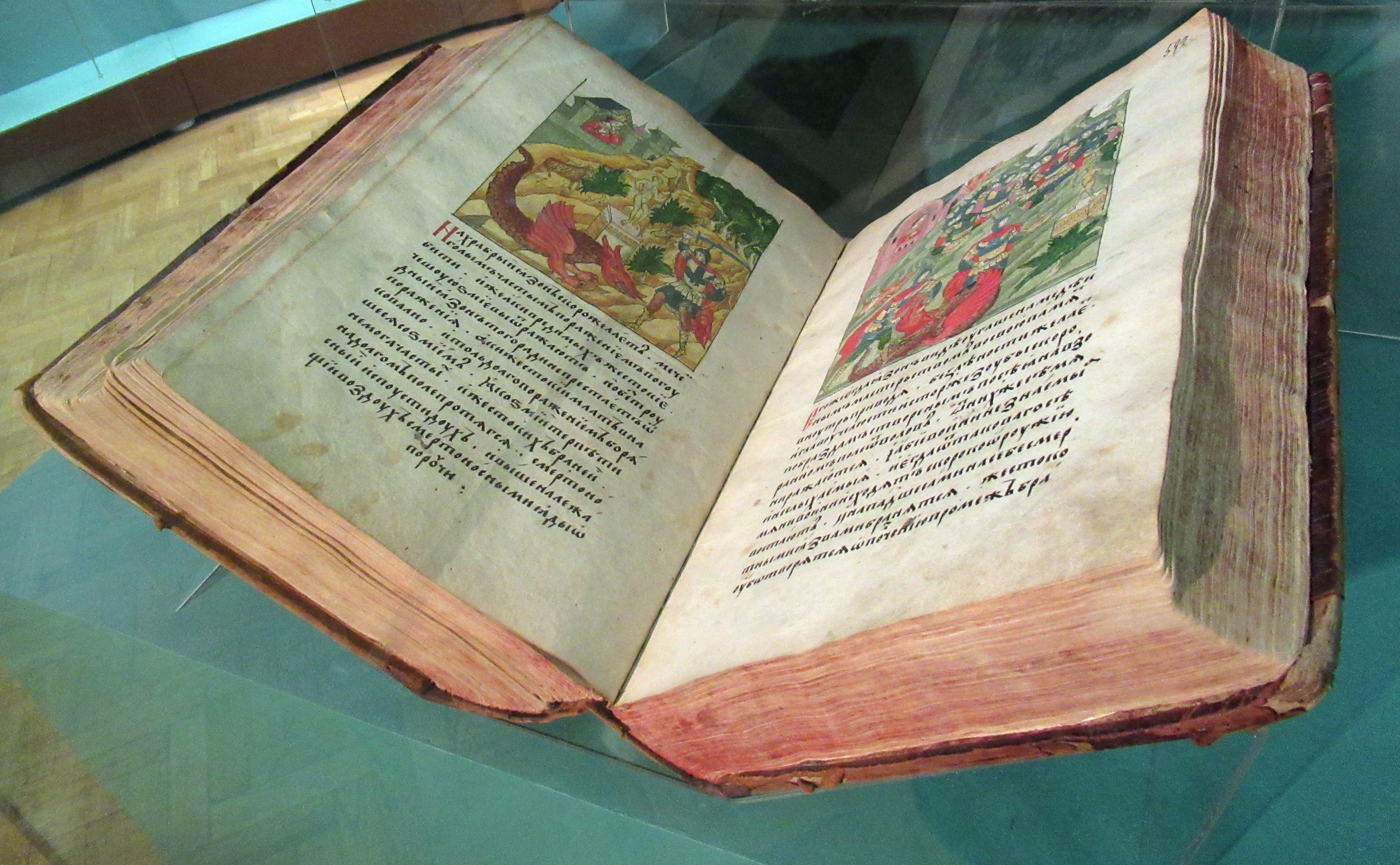
第1巻
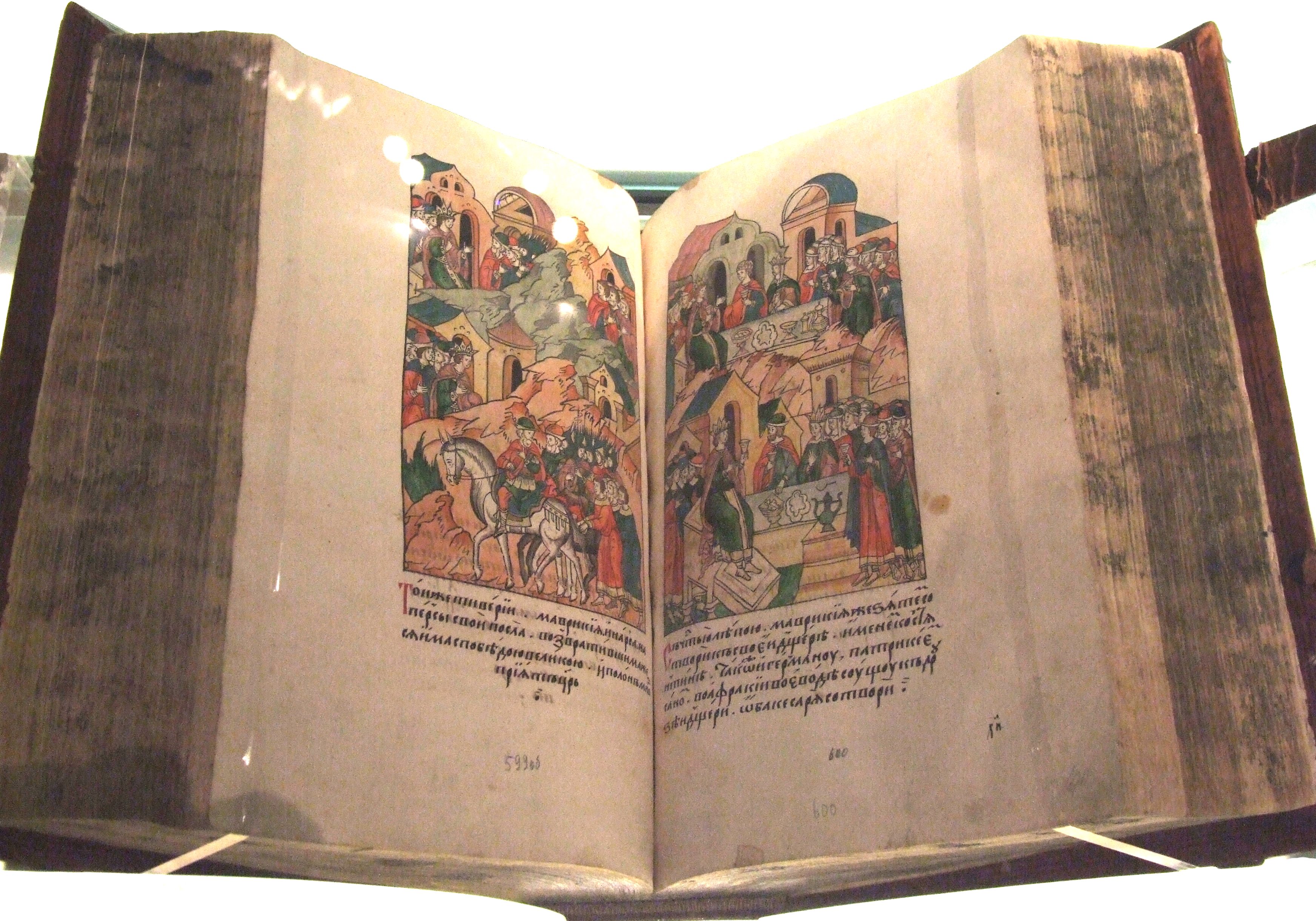
第3巻
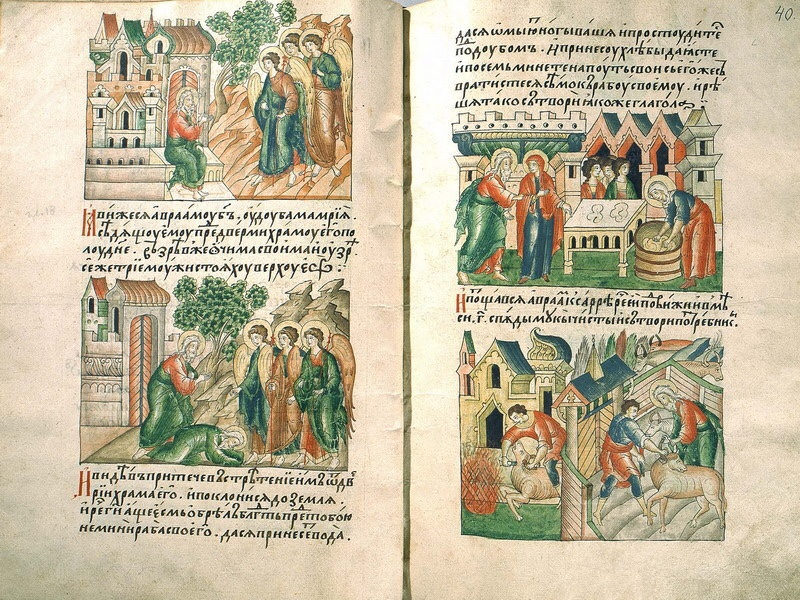
第1巻・東方の三博士の来訪
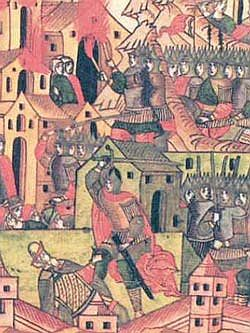
第4巻・モンゴルのルーシ侵攻
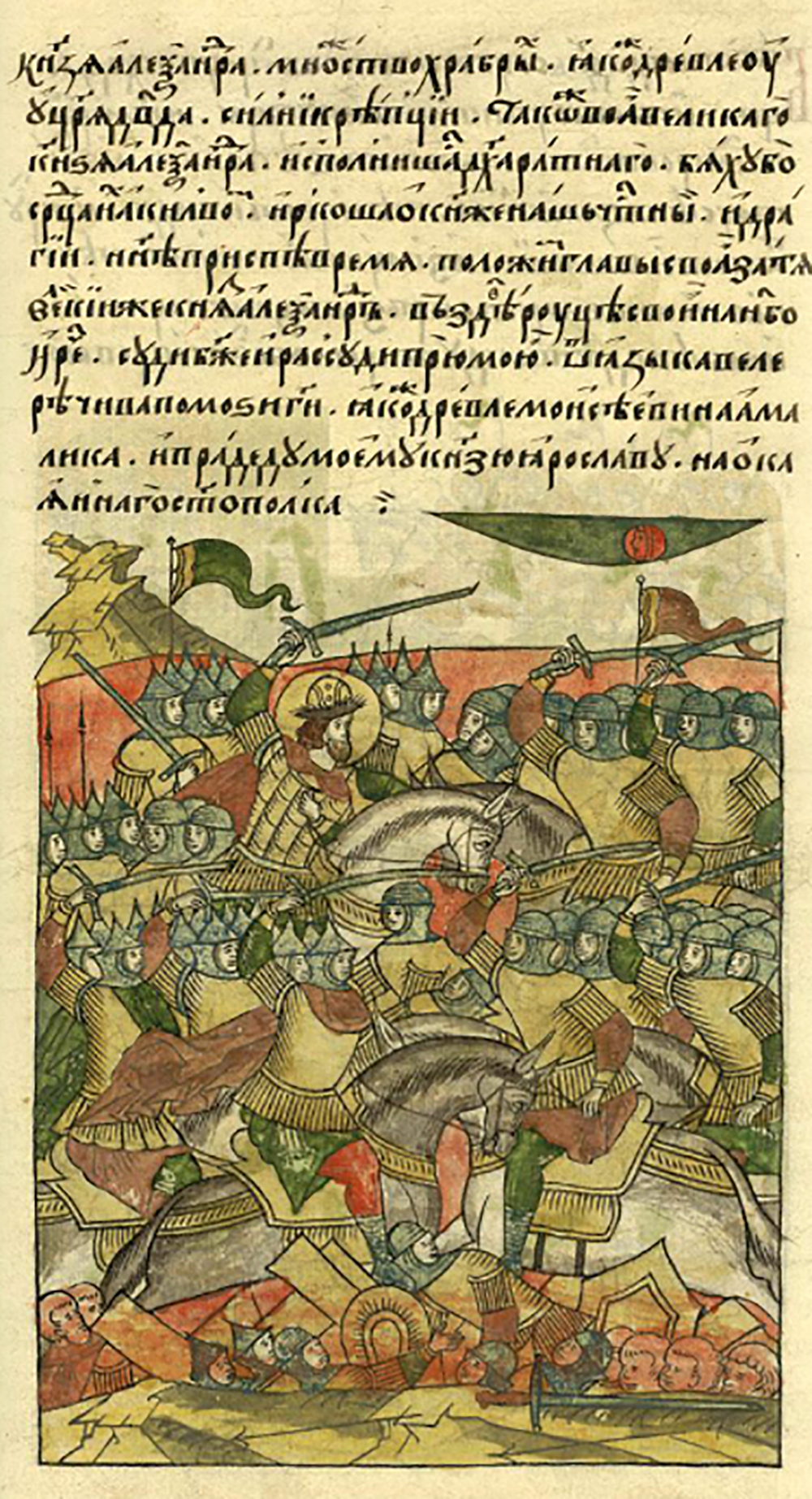
第5巻・アレクサンドル・ネフスキー
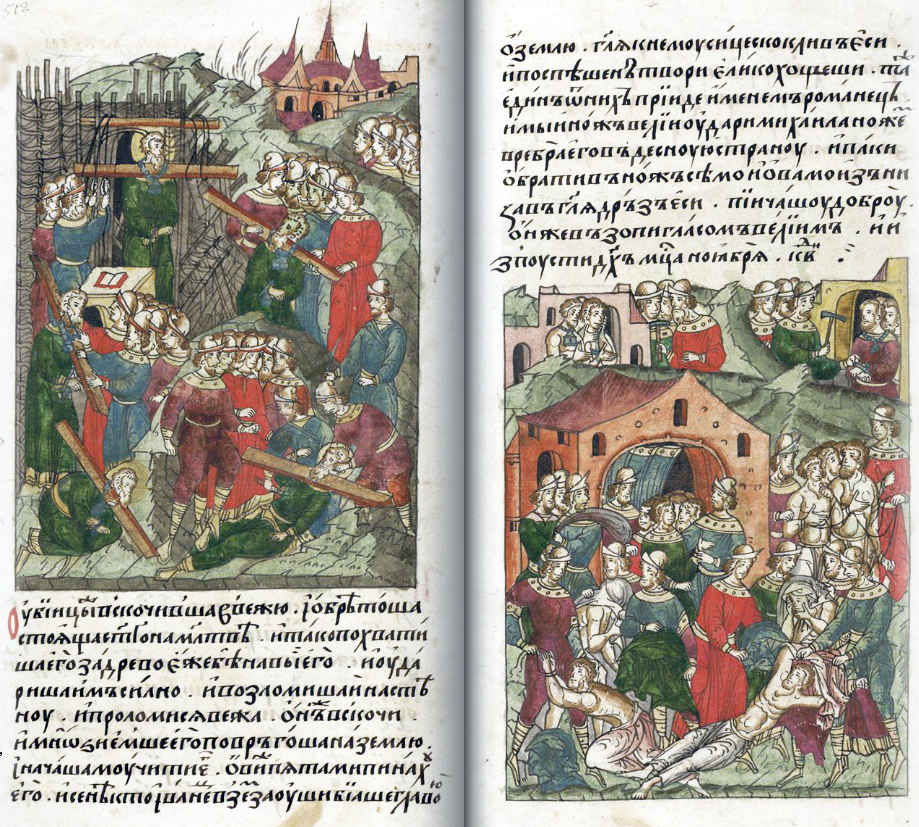
第6巻・トヴェリのミハイルの殺害
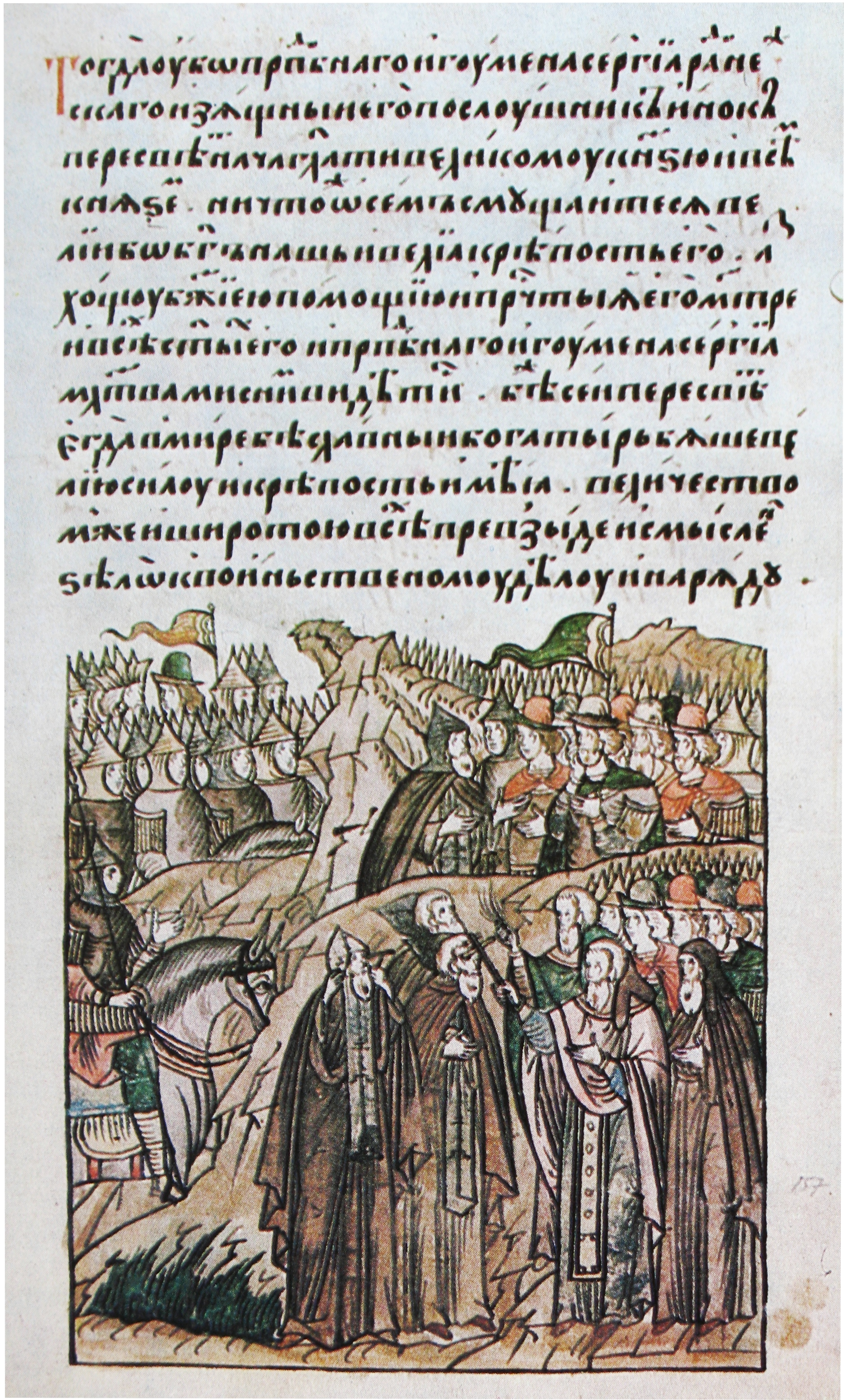
第7巻・ラドネジのセルギイ
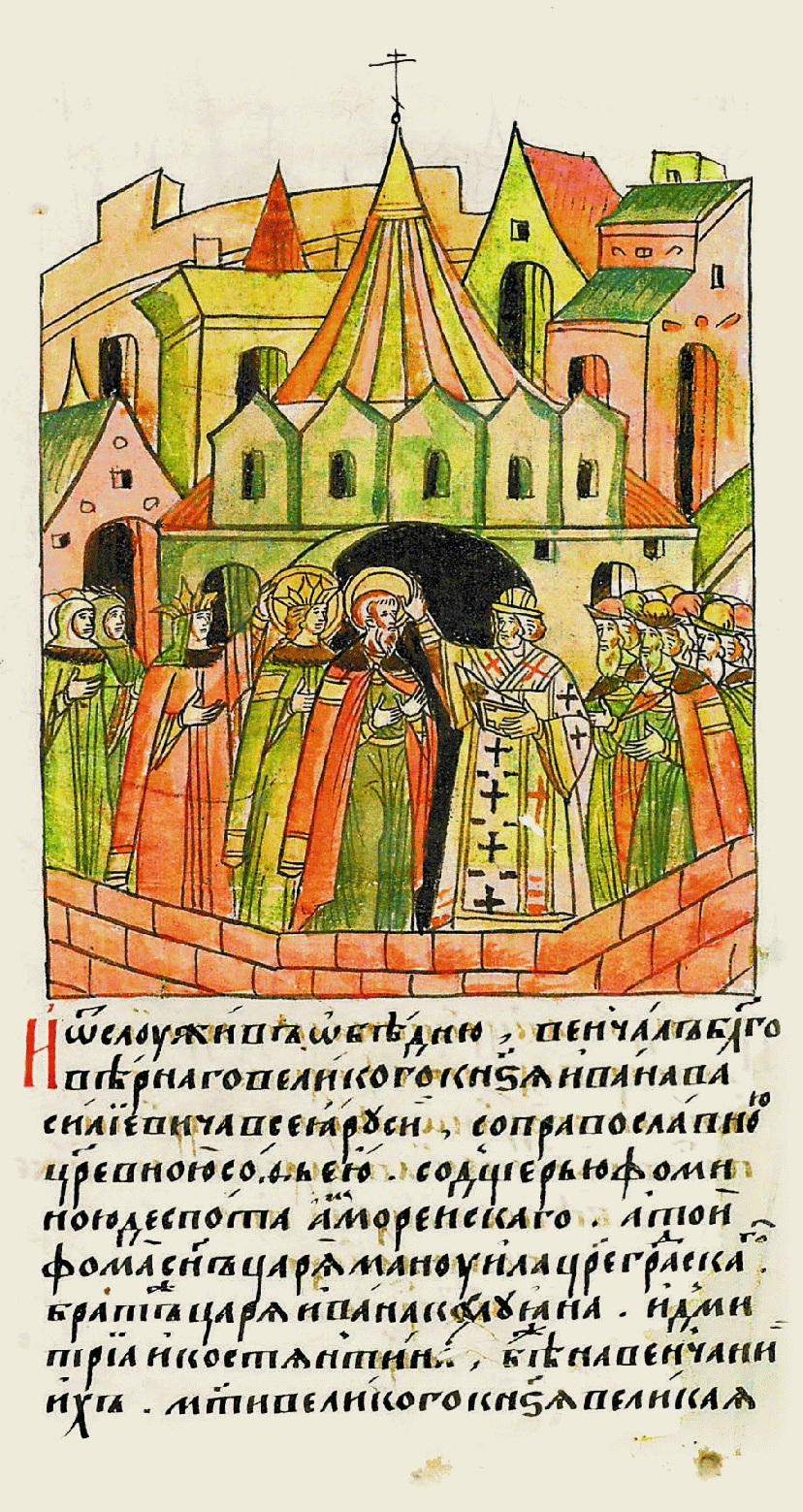
第8巻・イヴァン3世の結婚